# Hôtesse à tout prix
Pour plus de détails, voir Fiche technique et Distribution.
Hôtesse à tout prix, ou Profession : Hôtesse de l'air au Québec (View From the Top) est une comédie américaine réalisée par Bruno Barreto et sortie en 2003.

## Synopsis
Donna Jensen a un idéal : quitter sa misérable vie et sa petite ville perdue au fin fond des États-Unis et devenir hôtesse de l'air. Elle commence sa carrière dans une petite compagnie où elle fait la connaissance de Christine et Sherry. Ensemble, elles décident de postuler dans une grande compagnie, afin de voler sur des lignes internationales. Mais le parcours est semé d'embûches…

## Fiche technique
- Titres français : Hôtesse à tout prix
- Titre québécois : Profession : Hôtesse de l'air
- Titre original : View From the Top
- Réalisation : Bruno Barreto
- Scénario : Eric Wald
- Musique : Theodore Shapiro
- Directeur artistique : Elizabeth Lapp
- Costume : Mary Zophres
- Photo : Affonso Beato
- Montage : Christopher Greenbury
- Producteur : Matthew Baer, Bobby Cohen, Brad Grey
  - Producteurs délégués : Allan C.Blomquist et Robbie Brenner
- Distribution : TFM Distribution et Miramax Films
- Budget : 30 millions $
- Genre : Comédie romantique
- Format : Couleur - 2.35 : 1 - 35mm - SDDS - Dolby Digital - DTS
- Durée : 87 minutes
- Langue : anglais

## Distribution
Légende : VF = Version Française[réf. nécessaire] et VQ = Version Québécoise
- Gwyneth Paltrow (VF : Barbara Kelsch et VQ : Natalie Hamel-Roy) : Donna Jensen
- Christina Applegate (VQ : Aline Pinsonneault) : Christine
- Kelly Preston (VQ : Hélène Mondoux) : Sherry
- Mark Ruffalo (VQ : Louis-Philippe Dandenault) : Ted Stewart
- Mike Myers (VF : Emmanuel Curtil et VQ : Benoit Rousseau) : John Whitney
- Candice Bergen (VQ : Anne Caron) : Sally Weston
- Rob Lowe (VQ : Gilbert Lachance) : Steve Bench
- Joshua Malina : Randy
- Frederick Coffin : M. Stewart
- Jon Polito : Roiy Roby
- Marc Blucas (VQ : Antoine Durand) : Tommy Boulay
- Connie Sawyer : la grand-mère Stewart
- George Kennedy : le passager réclamant de la vodka (non crédité)